# Фан-клуб
Фан-клуб — спільнота людей, об'єднана спільними інтересами, в особливості одним з них. Метою фан-клуба також є збір інформації про центральний об'єкт інтересу.

## Класифікація
- За наявністю організатора
  - Із домінуванням
  - Домінування: керування одним (або декількома) людьми

- По статусу
  - Офіційні
  - Неофіційні